# حسين التركي
حسين التركي (بالإنجليزية: َ Hussain Al-Turki)‏؛ مواليد 28 مايو 1982 في القطيف ، السعودية، هو لاعب كرة قدم سعودي .
لعب سابقاً لأندية الخليج والأهلي والرياض .
تم اكتشاف مادة منشطات في اللاعب في عام 2016 و تم إيقافه لمدة 4 سنوات وعاد إلى نادي الخليج مطلع عام 2020 .

## وصلات خارجية
- حسين التركي على موقع Soccerway.com (الإنجليزية)